# District de Montmorillon
Le district de Montmorillon est une ancienne division territoriale française du département de la Vienne de 1790 à 1795.
Il était composé des cantons de Montmorillon, Angles, Chauvigny, l'Isle Jourdain, Latrimouille, Lussac et Saint Savin.